# Plan de guerre rouge

Une carte montrant les deux camps (l'un en bleu, l'autre dans un dégradé de rouge)

Le plan de guerre rouge (en anglais : War Plan Red) était un document militaire théorique décrivant une possible guerre entre les États-Unis et l'Empire britannique (Les « forces rouges »). Il fut développé par les forces armées des États-Unis au milieu des années 1920.
Ce plan est la contrepartie du Schéma de défense numéro un (Defence Scheme No. 1) du Canada qui était le plan canadien d'invasion des États-Unis.
Il y a une certaine polémique pour savoir si ce plan était réellement créé pour être appliqué en cas de besoin. Bien qu'une guerre anglo-américaine ait été une vraie possibilité pendant le XIXe siècle après la guerre de 1812, sa probabilité a diminué essentiellement après le tournant du XXe siècle.
Les négociations amicales du conflit frontalier tendu entre le Venezuela et la Guyane Britannique, du traité de Foin-Paunceforte, de l'établissement de la Commission commune internationale, et du Traité de Washington de 1922 sont des exemples de la détente croissante pendant cette période.
Le plan de guerre rouge est notablement général et manque de détails, ce qui indique sa basse priorité aux yeux des planificateurs.
Il s'agissait d'un des nombreux plans de guerre code couleur (Color-coded War Plans) développés à cette période.